# Электрический трамвай острова Мэн
Электрический трамвай острова Мэн (англ. Manx Electric Railway) — линия междугороднего трамвая, соединяющая населённые пункты Дуглас, Лакси и Рамси. Протяженность — 27.4 км, ширина колеи — 914 мм, электрифицирована постоянным током напряжением 550 В. Большей частью проложена на обособленном полотне. Линия проходит по холмистой местности и ей пользуется множество туристов. Первые годы после открытия линии на вагонах использовались бугели, с начала 20 века — штанговый токосъём. Движение осуществляется круглогодично, но в последние годы в зимнее время выпуск поездов на линию значительно снижен, что позволяет проводить ремонтные работы без закрытия движения.
Движение открывалось приблизительно с 24 поездами мотор+прицеп. Старейшие вагоны построены в 1893, и почти все — до 1910. Два из трёх вагонов, открывавших движение в 1893 году, до сих пор в эксплуатации и являются старейшими в мире электрическими трамвайными вагонами, работающими на своей первоначальной линии. На большинстве выходов работают поезда мотор+прицеп. Самые молодые вагоны могут работать с двумя прицепами, но регулярно такие поезда не работали, за исключением специальных поездок в последние годы. Раньше на линии ходили поезда с крытыми грузовыми вагонами, а до 1975 года — и с почтовым.
Сейчас дорога работает по сезонному расписанию с маршрутами Дуглас — Лакси, Дуглас — Рамси и несколькими укороченными рейсами, согласованными с Groudle Glen Railway в пиковый сезон. Так же по вечерам есть специальные рейсы, согласованные с Снейфеллской горной железной дорогой, которая с 2009 года предоставляет услугу Обед на закате с поездкой на поезде и обедом на вершине горы Снейфелл.
Согласно расписанию на август 2011 года, за день проходит 9 пар поездов Дуглас — Рамси и 5 пар Дуглас — Лакси. Движение прекращается рано, последний рейс отправляется в 16:40.
На крупных остановках находятся навесы, так же на линии есть несколько неофициальных остановок «по требованию».

## Подвижной состав
Линия уникальна тем, что на ней используется полностью оригинальный подвижной состав с открытия, за исключением «зимнего» вагона № 22, который был полностью перестроен после пожара в 1992 года. Много вагонов было потеряно при пожаре в Лакси в 1930 году. В 1999 куплен один вагон из Лиссабона, но он никогда не работал на линии и используется в качестве зала ожидания.
В 2010 году с пассажирами работали следующие вагоны. Оригинальные № 1 и № 2 в рабочем состоянии, но обычно не работают с пассажирами. Закрытые вагоны № 5 и 6 были замечены летом, иллюминированый вагон № 9 использовался в специальных вечерних поездках на Groudle Glen Railway в июне и августе.
Основной подвижной состав — так называемые «зимние» вагоны № 19-22, которые работают по основному расписанию. Так же имеются работающие открытые вагоны № 26, 32 и 33 (двое последних — самые мощные на линии). Вместе с моторными вагонами используются лёгкие прицепные № 37 и 49, открытые прицепы № 40-48, которые обычно цепляют к зимним вагонам, переделанный закрытый вагон для инвалидов № 56, закрытые 57, 58, 61 и 62. «Королевский» вагон № 59 также иногда выходит на линию. В рамках островного ежегодного фестиваля вагон № 32 иногда работает вечером с двумя прицепными.
Вагон № 7 много лет не работал, но восстановлен в 2011, локомотив № 23 в частном владении, вагон № 34 (бывший № 7 Maria Снэфелльской горной железной дороги) на ремонте.